# اولگا دزموند
اولگا دزموند (آلمانی: Olga Desmond; ۲ نوامبر ۱۸۹۰ – ۲ اوت ۱۹۶۴) هنرپیشه و رقصنده اهل آلمان بود.